# Sengkuang (Kerkap)
Sengkuang is een bestuurslaag in het regentschap Bengkulu Utara van de provincie Bengkulu, Indonesië. Sengkuang telt 715 inwoners (volkstelling 2010).